# 田川市
田川市（日语：／ Tagawa shi */?）是位于福岡縣筑豐地區的第三大城市，是北九州都市圈的一部分，也是田川地区的主要都市，昔為煤礦都市。

## 歷史
在明治末期，以三井地區為中心，因為開採煤礦而繁榮，並成為筑豐地區最大的採礦地區。1950年代，人口更突破了10萬；但從1960年代起，因為石油逐漸取代了煤礦，造成煤礦的需求降低，煤礦產業開始逐漸沒落，更於1964年停止開採煤礦，人口便開始減少。

### 年表
- 1889年4月1日：實施町村制，現在的轄區在當時分屬：田川郡伊田村、弓削田村、金川村、猪位金村。
- 1907年4月1日：弓削田村改制並改名為後藤寺町。
- 1914年1月1日：伊田村改制為伊田町。
- 1933年5月1日：金川村被併入伊田町。
- 1943年11月3日：後藤寺町和伊田町合併為田川市。
- 1955年1月1日：猪位金村被廢除，部分地區被併入田川市，其餘地區被併入山田市。

### 變遷表
| 1889年以前              | 1889年4月1日 | 1889年 - 1926年                   | 1926年 - 1944年                   | 1926年 - 1944年      | 1945年 - 1954年      | 1955年 - 1988年         | 1989年 - 現在        | 現在   |
| ----------------------- | ------------ | --------------------------------- | --------------------------------- | -------------------- | -------------------- | ----------------------- | -------------------- | ------ |
|                         | 弓削田村     | 1907年4月1日 改制並改名為後藤寺町 | 1907年4月1日 改制並改名為後藤寺町 | 1943年11月3日 田川市 | 1943年11月3日 田川市 | 1943年11月3日 田川市    | 田川市               | 田川市 |
|                         | 伊田村       | 1914年1月1日 伊田町               | 1914年1月1日 伊田町               | 1943年11月3日 田川市 | 1943年11月3日 田川市 | 1943年11月3日 田川市    | 田川市               | 田川市 |
|                         | 金川村       | 金川村                            | 1933年5月1日 併入伊田町           | 1943年11月3日 田川市 | 1943年11月3日 田川市 | 1943年11月3日 田川市    | 田川市               | 田川市 |
|                         | 豬位金村     | 豬位金村                          | 豬位金村                          | 豬位金村             | 豬位金村             | 1955年4月5日 併入田川市 | 田川市               | 田川市 |
| 1955年4月5日 併入山田市 | 豬位金村     | 豬位金村                          | 豬位金村                          | 豬位金村             | 豬位金村             | 2006年3月27日 嘉麻市    | 2006年3月27日 嘉麻市 |        |

## 交通

### 鐵路
- 九州旅客鐵道
  - 日田彥山線：田川伊田車站 ‐ 田川後藤寺車站
  - 後藤寺線：田川後藤寺車站 - 船尾車站

- 平成筑豐鐵道
  - 伊田線：田川伊田車站 - 下伊田車站 - 田川市立病院車站 - 糒車站
  - 田川線：田川伊田車站 ‐ 上伊田車站
  - 糸田線：田川後藤寺車站 - 大藪車站

過去曾有國鐵添田線通過，但已於1985年停止營運。
- 國鐵
  - 添田線：上伊田車站

## 教育

### 大學
- 福岡縣立大學

### 高等學校
- 福岡縣立西田川高等學校
- 福岡縣立東鷹高等學校
- 福岡縣立田川科學技術高等學校
- 福智高等學校

## 名勝‧觀光景點

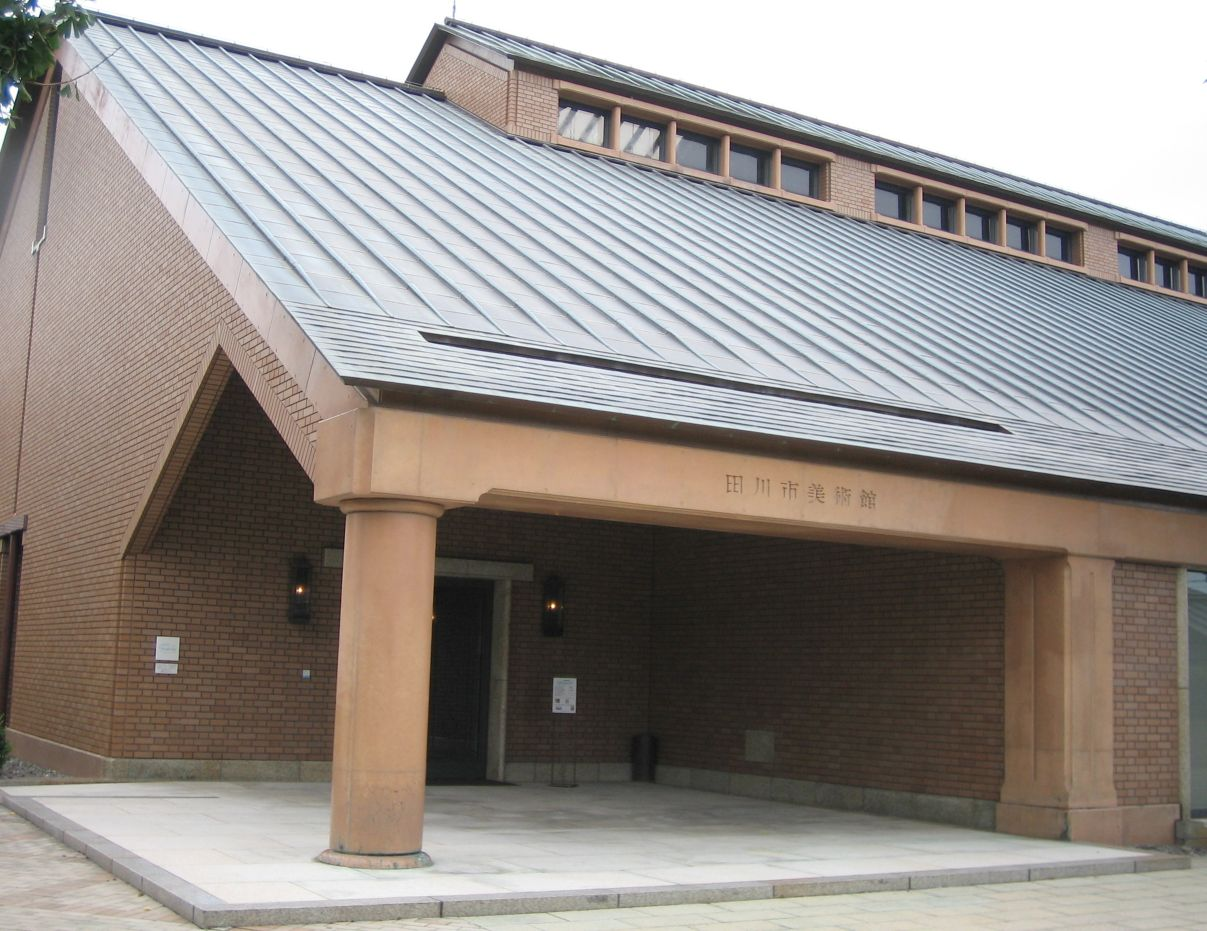
田川市美術館

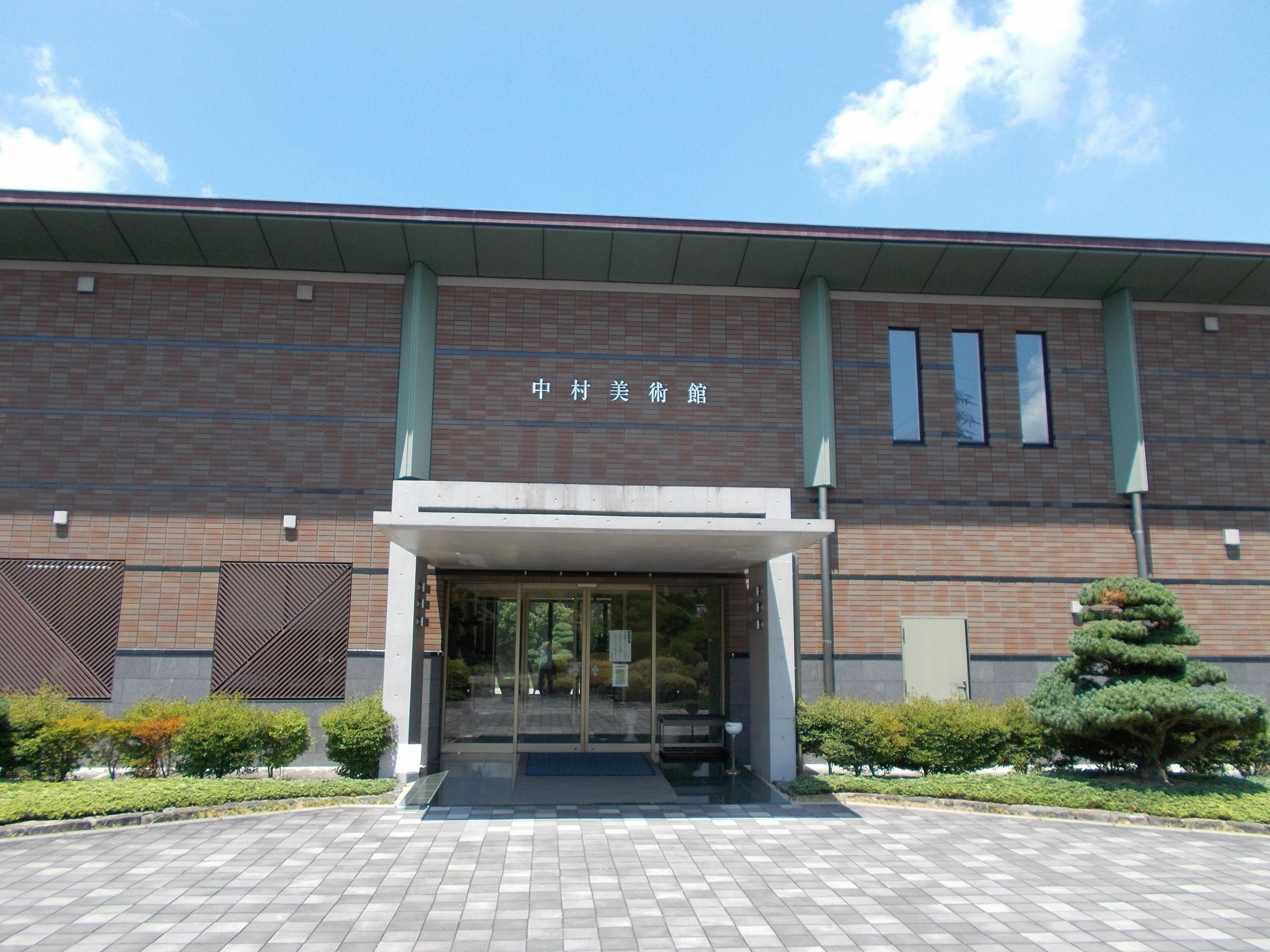
中村美術館

- 石炭記念公園 - 保存煤礦歌謠“炭坑節”中也提到的二根礦場煙囪與捲揚機。
- 田川市石炭·歷史博物館 - 展示田川煤礦的相關資料，自古至今的歷史及山本作兵衛的記錄畫，隣接石炭記念公園。
- 田川市美術館
- 中村美術館
- 風治八幡神社 - 川渡神幸祭舞台的神社。田川伊田車站附近。
- 春日神社 - 岩戶神樂舞台的神社。田川後藤寺車站附近。
- 丸山公園 - 後藤寺地區的櫻花勝地。
- 成道寺公園 - 伊田地區的杜鵑花勝地。
- 岩屋鍾乳洞
- 夏吉的煤渣山
- 夏吉古墳群
- 大法山天慎寺

## 本地出身之名人
- 瀧井義高：前田川市長，共擔任六任24年之市長職務。
- 緒方賢一：配音員。
- 猿渡寛茂：前職業棒球選手。
- 大久保弘司：前職業棒球選手。
- 手嶋多一：職業高爾夫選手
- 小田孔明：職業高爾夫選手
- 山倉和博：前職業棒球選手。

## 外部連結
- （日語） 田川市煤礦、歷史博物館